# Ӌ
La Che jakasia (Ӌ ӌ; cursiva: Ӌ ӌ) es una letra del alfabeto cirílico. Su forma se deriva de la letra Che (Ч ч Ч ч).
Se derivó con la letra, pero añadió el descendiente en la pierna izquierda.
Se utiliza en el alfabeto del Idioma jakasio, como su nombre indica. Representa la africada postalveolar sonora /d͡ʒ/, como la pronunciación de ⟨j⟩ en "jump".
Corresponde en otros alfabetos cirílicos al dígrafo ⟨дж⟩ o ⟨чж⟩, o a las letras che con descendiente (Ҷ ҷ), Che con trazo vertical (Ҹ ҹ), Dzhe (Џ џ), Zhe con breve (Ӂ ӂ), Zhe con diéresis (Ӝ ӝ), o Zhje (Җ җ).

## Códigos informáticos
| Carácter      | Ӌ                                    | Ӌ                                    | ӌ                                    | ӌ                                    |
| ------------- | ------------------------------------ | ------------------------------------ | ------------------------------------ | ------------------------------------ |
| Unicode       | LETRA MAYÚSCULA CIRÍLICA CHE JAKASIA | LETRA MAYÚSCULA CIRÍLICA CHE JAKASIA | LETRA MINÚSCULA CIRÍLICA CHE JAKASIA | LETRA MINÚSCULA CIRÍLICA CHE JAKASIA |
| Codificación  | decimal                              | hex                                  | decimal                              | hex                                  |
| Unicode       | 1227                                 | U+04CB                               | 1228                                 | U+04CC                               |
| UTF-8         | 211 139                              | D3 8B                                | 211 140                              | D3 8C                                |
| Ref. numérica | &#1227;                              | &#x4CB;                              | &#1228;                              | &#x4CC;                              |